# Cirsium edule

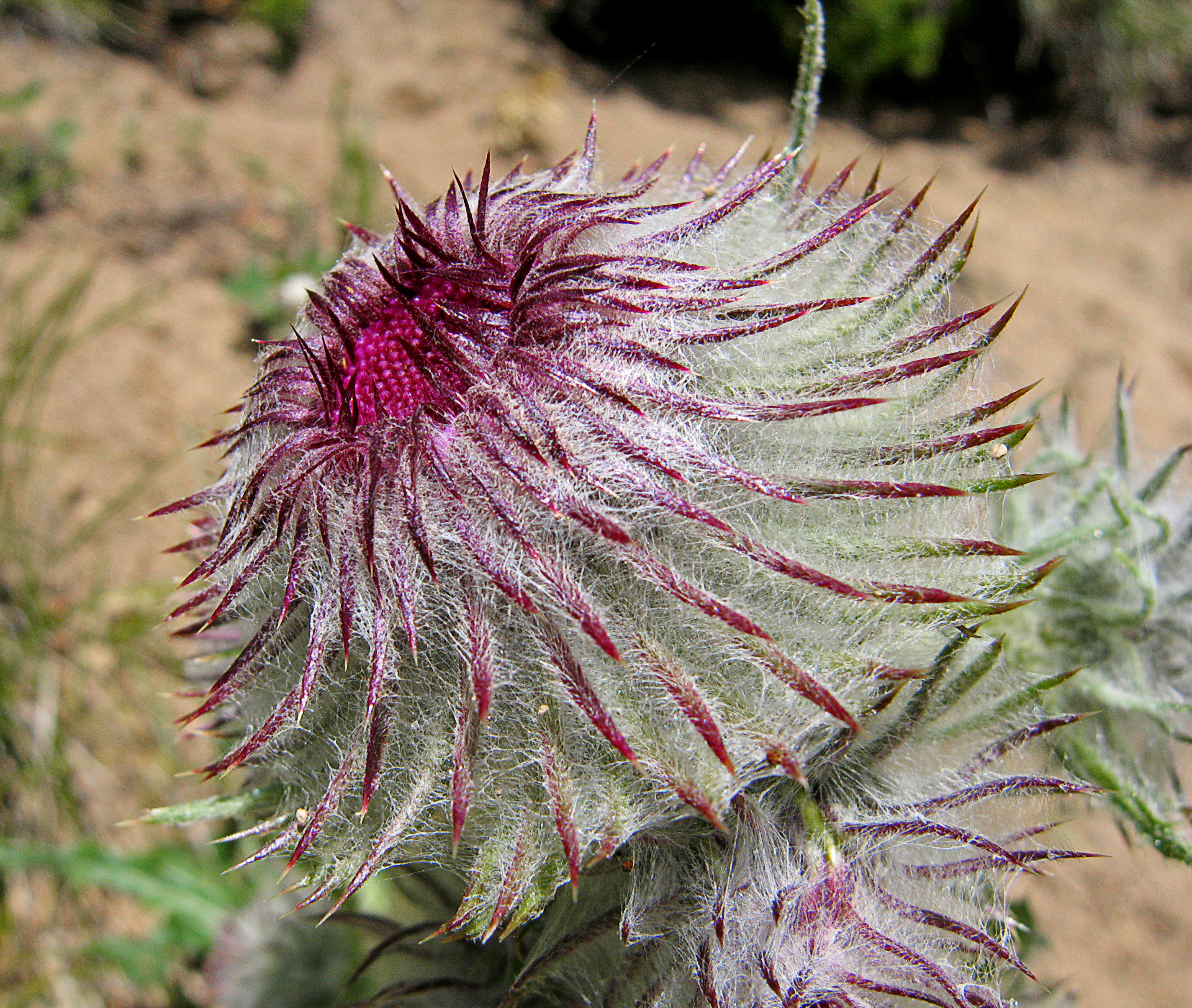
Flores.

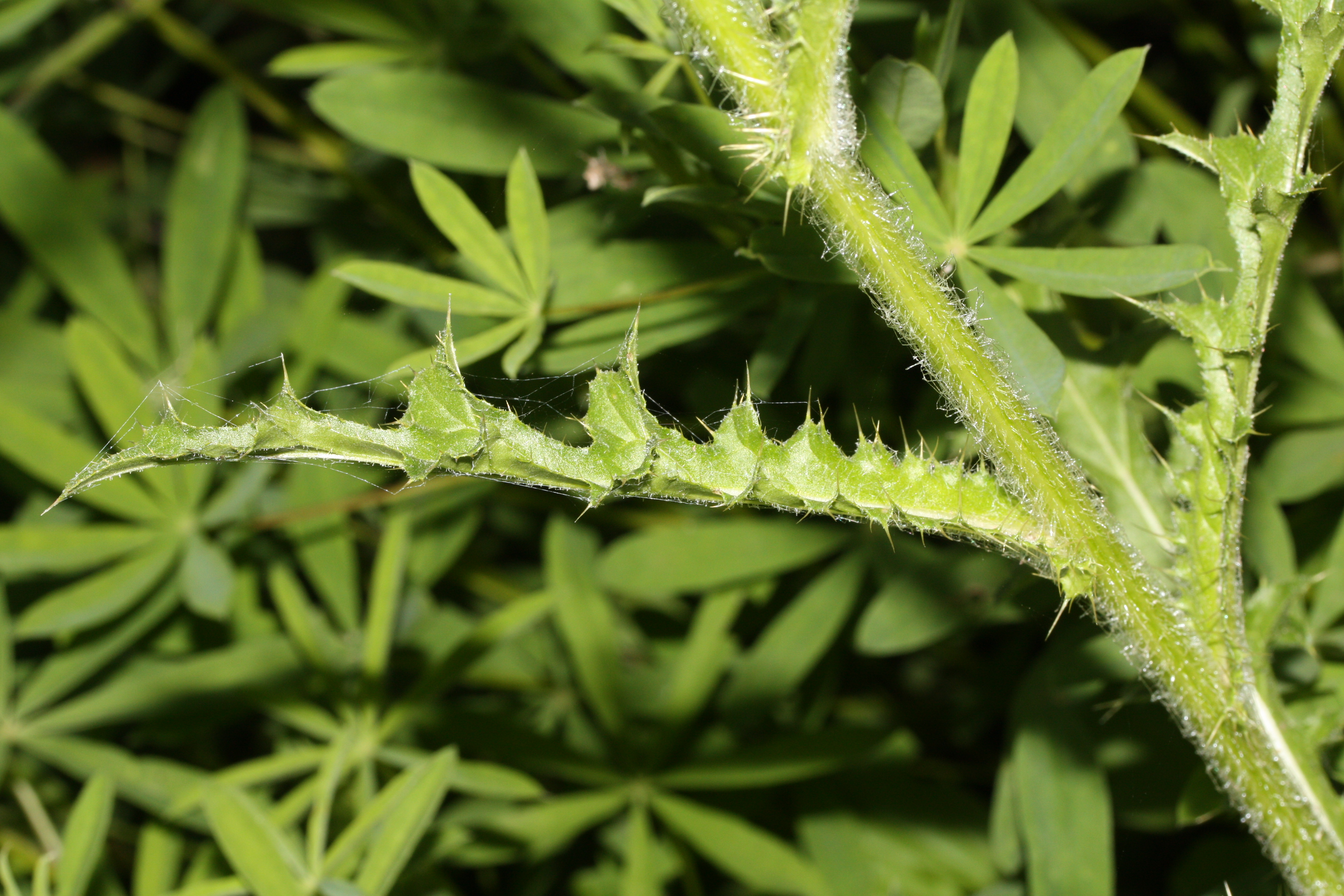
Hojas

Cirsium edule es una especie de planta fanerógama perteneciente a la familia de las asteráceas. Es nativa del oeste de Norteamérica y Sur de Canadá donde crece en terrenos húmedos en claros de bosques de montaña.

## Descripción
Es una planta perenne que alcanza los 2 metros de altura con hojas lobuladas y espinosas con flores hermafroditas en el terminal de un tallo erecto. Son polinizadas por abejas, moscas, polillas, mariposas y escarabajos.

## Taxonomía
Cirsium edule fue descrita por Thomas Nuttall y publicado en Transactions of the American Philosophical Society, new series, 7: 420. 1841.
Etimología
Cirsium: nombre genérico que deriva de la palabra griega: kirsos = varices ;  de esta raíz deriva el nombre kirsion, una palabra que parece servir para identificar una planta que se utiliza para el tratamiento de este tipo de enfermedad. De kirsion, en los tiempos modernos, el botánico francés Tournefort (1656 - 708) ha derivado el nombre Cirsium del género.
edule: epíteto latino que significa "comestible".
Sinonimia
- Carduus edulis (Nutt.) Greene
- Cirsium hallii (A.Gray) M.E.Jones
- Cnicus edulis (Nutt.) A.Gray
- Cnicus hallii A.Gray[3]

var. edule
- Carduus hallii A.Heller

var. macounii (Greene) D.J.Keil
- Carduus macounii Greene
- Cirsium macounii (Greene) Petr.
- Cirsium macounii (Greene) Rydb.[4]